# Zebrahead (album)
Zebrahead (znany także jako Yellow) – debiutancki album amerykańskiego poppunkowego zespołu Zebrahead wydany w 1998 roku.

## Lista utworów
1. "Check" – 2:26
2. "All I Need" – 3:09
3. "Swing" – 2:50
4. "Walk Away" – 3:23
5. "Bootylicious Vinyl" – 3:26
6. "Hate" – 1:58
7. "Mindtrip" – 2:14
8. "Chrome" – 2:43
9. "Jag Off" – 3:25
10. "Song 10" – 2:11

## Twórcy
- Justin Mauriello – gitara rytmiczna, śpiew
- Ali Tabatabaee – śpiew
- Greg Bergdorf – gitara prowadząca
- Ben Osmundson – gitara basowa
- Ed Udhus – perkusja

## Kultura masowa
- "Check" w 2001 roku pojawił się w grze komputerowej Tony Hawk’s Pro Skater 3.
- "Jag Off" w 1999 roku pojawił się w filmie Lost & Found.
- "Mindtrip" w 1999 roku pojawił się w filmie Idle Hands. Remix utworu znalazł się w oficjalnym soundtracku z filmu.